# Michałówek (Zgierz)
Pour les articles homonymes, voir Michałówek.
Michałówek est une localité polonaise de la gmina de Stryków, située dans le powiat de Zgierz en voïvodie de Łódź.